# Luisa Romanenko
Luisa Romanenko es una deportista alemana que compite en luge en la modalidad doble. Ganó una medalla de plata en el Campeonato Mundial de Luge de 2022.

## Palmarés internacional
| Campeonato Mundial | Campeonato Mundial    | Campeonato Mundial | Campeonato Mundial |
| Año                | Lugar                 | Medalla            | Prueba             |
| ------------------ | --------------------- | ------------------ | ------------------ |
| 2022               | Winterberg (Alemania) | Medalla de plata   | Doble              |